# Салихович, Сеяд
Се́яд Са́лихович (босн. Sejad Salihović; 8 октября 1984, Зворник) — боснийский футболист, полузащитник.

## Карьера

### Ранние годы
Родился в Югославии, в городе Зворник. В возрасте 8 лет, незадолго до начала Боснийской войны, вместе с семьёй переехал в Германию, в Берлин. Там и начал заниматься футболом.

### Клубная
Начинал карьеру игрока в любительских командах «Минерва 93» и «Герта» (из Зелендорфа). В 2000 году перешёл в состав уже берлинской «Герты», в ней играл с 2004 года. За основной состав клуба провёл всего 5 игр, большую часть остальных проводил в дубле берлинцев. С 2006 года по 2015 год играл за «Хоффенхайм». Летом 2015 года перешёл в «Гуйчжоу Жэньхэ».

### В сборной
С 2007 по 2015 год вызывался в сборную Боснии и Герцеговины, провёл в её составе 47 игр и забил 4 мяча.

## Личная жизнь
- Хобби Сеяда — футбол, чтение книг и беседы с родителями (их зовут Исмет и Фадила).
- В июне 2009 года Сеяд, впервые с момента переезда, посетил свой родной город, где живут его родители.